# Manganeses de la Lampreana
Manganeses de la Lampreana település Spanyolországban,  Zamora tartományban. Manganeses de la Lampreana San Cebrián de Castro, Granja de Moreruela, Villarrín de Campos, Villalba de la Lampreana és Pajares de la Lampreana községekkel határos. Lakosainak száma 439 fő (2024).

## Népesség
A település népessége az utóbbi években az alábbiak szerint változott:
| Lakosok száma | 773  | 696  | 637  | 599  | 552  | 485  | 498  | 478  | 454  | 439  |
|               | 2001 | 2004 | 2007 | 2009 | 2012 | 2014 | 2017 | 2019 | 2022 | 2024 |